# Максимов, Евгений Олегович
Евгений Олегович Максимов (род. 5 марта 1987, Подольск, Московская область) — российский самбист и дзюдоист, серебряный призёр Кубка России по дзюдо 2010 года, призёр чемпионатов России по самбо, чемпион и призёр чемпионатов Европы по самбо, мастер спорта России международного класса. Родился и живёт в Подольске. Выступал в первой (до 82 кг) и второй (до 90 кг) весовых категориях. Наставниками Максимова были В. И. Скопенко и Д. В. Воробьёв.

## Спортивные результаты
- Чемпионат России по самбо 2018 года — ;
- Чемпионат России по самбо 2016 года — ;
- Кубок мира по самбо «Мемориал Анатолия Харлампиева» 2016 года — [3];
- Кубок России по самбо 2016 года — [4];
- Кубок России по самбо 2015 года — [5];
- Кубок России по самбо 2014 года — [6];
- Чемпионат России по пляжному самбо 2021 года — ;
- Самбо на Всероссийской спартакиаде 2022 — ;